# Nova Šarovka
Nova Šarovka is een plaats in de gemeente Sopje in de Kroatische provincie Virovitica-Podravina. De plaats telt 274 inwoners (2001).